# 클레멘트 고트발트

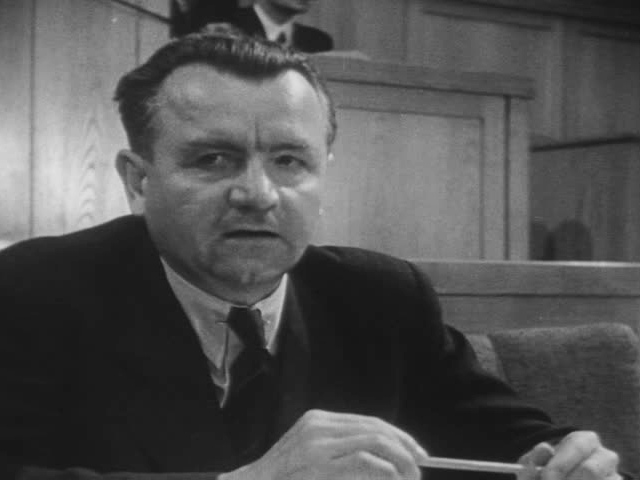

클레멘트 고트발트(체코어: Klement Gottwald, 1896년 11월 23일 ~ 1953년 3월 14일)은 체코슬로바키아의 정치인으로 체코슬로바키아 공산당 의장과 총리, 대통령을 지냈다.
남모라바주 비슈코프구에서 태어나 1921년 체코슬로바키아 공산당을 창당했다. 1925년 체코슬로바키아 공산당 중앙위원회 위원으로 임명된 뒤부터 공산당 내부에서 여러 직책을 맡았다. 1945년부터 1953년까지 체코슬로바키아 공산당 의장을 역임했고 부총리(1945년 ~ 1946년)와 총리(1946년 ~ 1948년), 대통령(1948년 ~ 1953년)을 지냈다.
1945년 체코슬로바키아의 대통령이자 영국 런던 주재 체코슬로바키아 망명 정부 대표인 에드바르트 베네시로부터 정부 수반에 임명되었다. 1946년 5월에 실시된 체코슬로바키아 총선거에서 체코슬로바키아 공산당이 38%의 지지율을 얻어 승리한 뒤부터 총리로 취임했다. 1948년 6월 7일 에드바르트 베네시가 대통령을 사임하자 같은 해 6월 14일에 대통령으로 취임했다. 고트발트 정부는 농업과 공업의 국유화를 적극 추진했다.
스탈린주의자이기도 했던 그는 정부내 반(反)소련 세력을 제거하기 위해 공산주의자가 아닌 정치인을 배제하는 한편 공산주의자들도 숙청했다. 고트발트로부터 숙청당한 대표적인 인물로는 루돌프 슬란스키와 블라디미르 클레멘티스, 구스타프 후사크가 있다. 이 중 슬란스키와 클레멘티스는 교수형에 처해졌으며 후사크는 종신형에 처해졌지만 나중에 복권되어 공산당 제1서기를 역임하게 된다.
1953년 3월 9일 모스크바에서 열린 스탈린의 장례식이 끝나고 귀국한 지 5일 만에 사망했다. 그의 사망 원인은 매독과 과음으로 인한 심장 질환으로 추정된다. 그의 시체는 방부 처리되어 이를 봉인하는 건물이 지어졌지만 1962년에 철거되었고 그의 시체는 화장되었다.

## 이모저모
- 2005년에 체스카 텔레비제에 의해 행해진 희대의 악한(Největší padouch)을 뽑는 설문조사에서 1위를 차지했다.

## 역대 선거 결과
| 선거명      | 직책명                  | 대수 | 정당                  | 득표율  | 득표수 | 결과 | 당락 |
| ----------- | ----------------------- | ---- | --------------------- | ------- | ------ | ---- | ---- |
| 1934년 선거 | 체코슬로바키아의 대통령 | 1대  | 체코슬로바키아 공산당 | 9.09%   | 38표   | 2위  | 낙선 |
| 1948년 선거 | 체코슬로바키아의 대통령 | 5대  | 체코슬로바키아 공산당 | 100.00% | 296표  | 1위  |      |

## 같이 보기
- 체코슬로바키아 공산당